# 宮城県涌谷高等学校
宮城県涌谷高等学校（みやぎけん わくやこうとうがっこう）は、宮城県遠田郡涌谷町涌谷字八方谷三に所在する県立高等学校。通称は「涌高」（わくこう）、または「涌谷高校」（わくやこうこう）。

## 概要
前身が女学校だったこともあり、女生徒の比率が高い（男:女=約1:2）のも特徴のひとつとして挙げられる。
以前は、定員や男女比がほぼ同じだった岩出山高校と定期戦（部活動の対抗戦）を行なっていた。

## 沿革
- 1919年 - 遠田郡立涌谷実科高等女学校として開校
- 1921年 - 宮城県に移管し、宮城県涌谷高等女学校に改称
- 1948年 - 学制改革により、現校名に改称
- 1973年 - 現在地に移転
- 1999年 - 創立80周年式典
- 2019年 - 創立100周年式典

## 部活動
- 運動部
  - 野球部、バスケットボール部、バレーボール部、陸上部、ソフトテニス部、卓球部、新体操部、ソフトボール部、ハンドボール部、サッカー部
- 文化部
  - 情報処理部、自然科学部、文学部、書道部、音楽部、美術部、茶華道部、写真部

## 定期戦
毎年、運動部が岩出山高校と定期戦をしており、交流を深め合っていた。

## 進路
- 4大･短大への進学･･約25%　各種専門学校への進学･･約30%　就職･その他･･約45%

## 著名な卒業生

### 芸能
- 安藤矩子（1963年（昭和38年）のミス・ユニバース世界大会日本代表。）

### スポーツ
- 今野栄（日本の女子陸上競技短距離選手、転じて自転車競技選手。）

## 最寄り駅
- JR東日本石巻線涌谷駅より徒歩25分